# ДОСи (мікрорайон в Хирові)
ДОСи-Мікрорайон вискокоповерхової забудови міста Хирів,Розташовується в північно західній частині міста

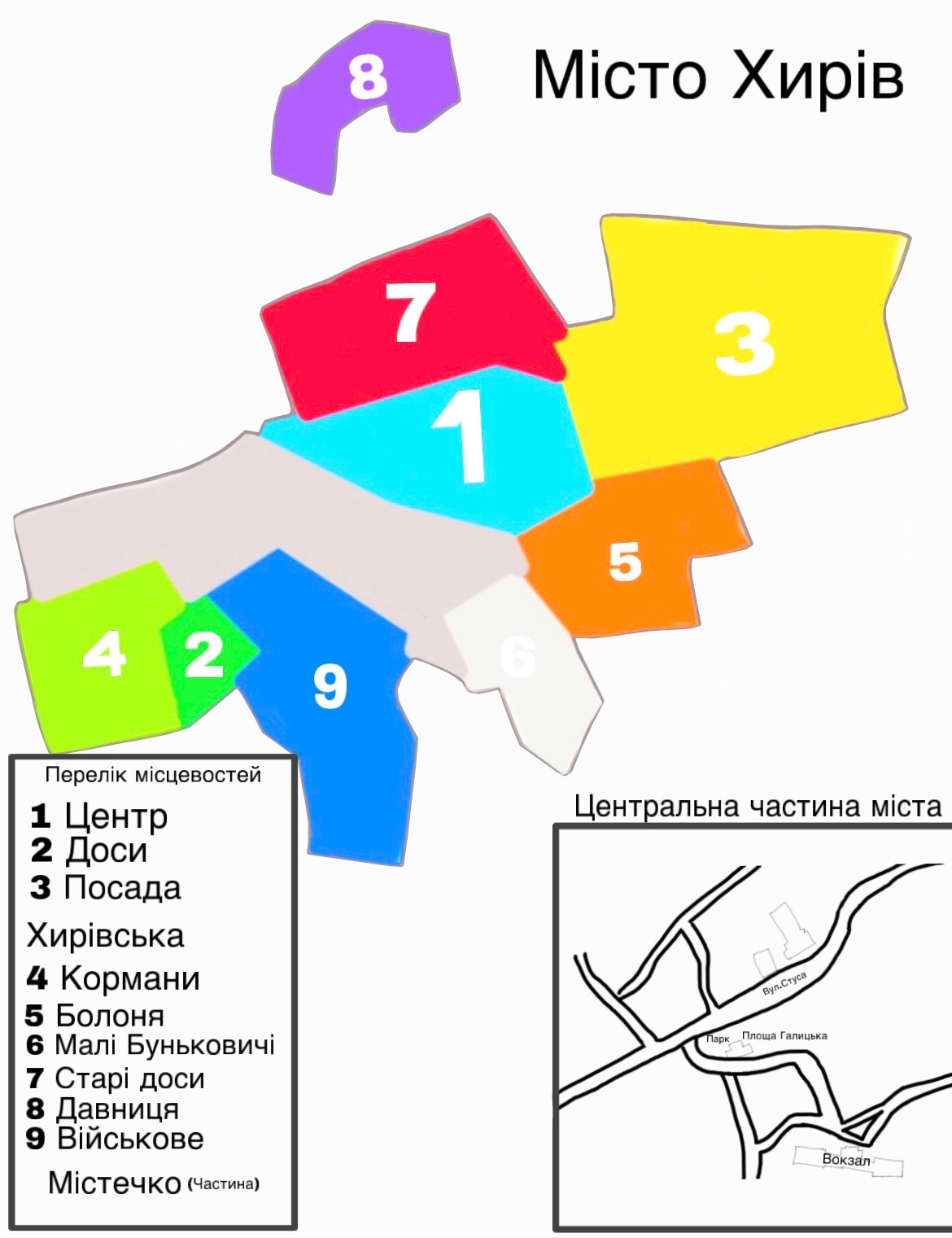
Умовний поділ міста Хирів,під номером 2 мікрорайон ДОСи

## Географія
мікрорайон ДОСи розташовується в північно західній частині міста Хирів, Забудова мікрорайону переважно високоповерхова.від центру міста до мікрорайону приблизно 1км